# Орлов, Сергей Владимирович (астроном)
Серге́й Влади́мирович Орло́в (1880—1958) — советский астроном, профессор, директор ГАИШ (1943—1952), член-корреспондент АН СССР (1943).

## Биография
Родился 6 (18) августа 1880 года в Москве в семье ординатора 2-й городской больницы лекаря Владимира Андреевича Орлова.
Брат Андрей Владимирович (25 ноября 1884 г.–19 января 1949 г.), капитан 2-й гренадерской артиллерийской бригады в Первой мировой войне. После начала гражданской войны А. В. Орлов, в отличие от брата, эмигрировал во Францию, Сестра Надежда Владимировна Семенова-Тян-Шанская .
После окончания в 1899 году Первой московской гимназии поступил на физико-математический факультет Московского университета. Ещё студентом он начал свою научную деятельность, проводя наблюдения в обсерватории университета. После окончания университета в 1904 году продолжал работать в обсерватории; начал преподавать, но был мобилизован и участвовал офицером в русско-японской войне.
В 1906 году, до Первой мировой войны, преподавал в Первой московской гимназии; начал изучение комет. В 1914—1917 годах он вновь был на действительной службе в армии, был ранен и вернулся в гимназию, где преподавал математику и физику, и был заместителем директора до 1920 года.
В 1920—1922 годах был профессором в Пермском университете, где возглавлял кафедру астрономии и физики; с 1921 года декан технического факультета.
С 1922 года Орлов снова в Москве — сотрудник ГАФИ и Астрономо-геодезического научно-исследовательского института (АГНИИ), базой которого была Московская университетская обсерватория; все три организации в 1931 году были объединены в Государственный астрономический институт им. П. К. Штернберга, где Орлов занял должность заместителя директора.
В 1926 году Орлов стал профессором МГУ, читал курсы в области астрофизики и кометной астрономии.
В 1935 году он получил звание доктора физико-математических наук, а с 1938 года стал заведующим кафедрой «кометной астрономии».
Орлов развивал классическое направление московских астрономов — изучение механической теории кометных форм. В 1943 году за исследования «Кометы», «Происхождение комет», опубликованные в 1941 году, и работу «Голова кометы и новая классификация кометных форм», законченную в 1942 году, Орлову была присуждена Сталинская премия.
В 1943—1952 годах — директор ГАИШ.
Умер 12 января 1958 года в Москве. Похоронен на Новодевичьем кладбище.
В Российском государственном военно-историческом архиве хранится фонд № 982 «Орловы: Андрей Владимирович (25 ноября 1884 г.–19 января 1949 г.), капитан 2-й гренадерской артиллерийской бригады; его брат – Сергей Владимирович (6 августа 1880 г.–12 января 1958 г.), прапорщик запаса, профессор МГУ, член-корреспондент АН СССР, директор Государственного астрономического института им. П. К. Штернберга»

## Научная деятельность
Занимался исследованием комет. Развивая идеи Ф. А. Бредихина, он разработал новую теорию строения головы комет, позволившую провести более строгую классификацию кометных форм; поставил и разрешил вопрос об изменении яркости кометы в зависимости от её расстояния от Солнца. Исследовал причины отталкивательных ускорений Солнца в хвостах комет. Первым идентифицировал линии никеля в спектре кометы.
Определил типы хвостов 37 комет, типы голов 30 комет, зарегистрировал аномальные хвосты у двух комет, гало у пяти комет. Более 30 лет (1922—1958) руководил кометными исследованиями в Москве; создал специальную камеру для фотографирования комет и разработал методику их фотограмметрии.

### Научные труды
- Кометы, М. — Л., 1935;
- Происхождение комет, в кн.: Успехи астрономических наук, т. 2, М. — Л., 1941;
- Голова кометы и новая классификация кометных форм, М., 1945;
- Лучевое давление и газовые хвосты комет, «Астрономический журнал», 1956, т. 33, в. 6;
- Лучевые системы в голове кометы…, там же, 1957, т. 34, в. 2.

## Награды и премии
- Сталинская премия II степени (22 марта 1943) — за работы в области астрономии «Кометы», «Происхождение комет» (1941) И «Голова кометы и новые классификации кометных форм» (1942)
- Орден Трудового Красного знамени (4 ноября 1944) — за выдающиеся заслуги в деле подготовки специалистов для народного хозяйства и культурного строительства
- два ордена Ленина
- премия имени Ф. А. Бредихина АН СССР (1959)
- В честь астрономов С. В. и А. Я. Орловых названа малая планета 2724 Orlov (первоначальное обозначение — 1978 RZ5), открытая Н. С. Черных 13 сентября 1978 года в Крымской астрофизической обсерватории
- В их же честь назван кратер Орлов на обратной стороне Луны